# Acontia decisa
Acontia decisa là một loài bướm đêm trong họ Noctuidae.